# Рјуви, Висконсин
Рјуви, Висконсин (енгл. Rewey) град је у америчкој савезној држави Висконсин.

## Демографија
По попису из 2010. године број становника је 292, што је 19 (-6,1%) становника мање него 2000. године.
| Група             | 2000.       | 2010.       |
| Белци             | 299 (96,1%) | 291 (99,7%) |
| Афроамериканци    | 0 (0,0%)    | 0 (0,0%)    |
| Азијати           | 0 (0,0%)    | 0 (0,0%)    |
| Хиспаноамериканци | 1 (0,3%)    | 0 (0,0%)    |
| Укупно            | 311         | 292         |